# 聖公会継続派教会
聖公会継続派教会（継続聖公会、The Continuing Anglican Church - Anglican Continuum）は、英国国教会（英国教会、The Church of England）の系統に属するキリスト教の教派である聖公会の保守派。おもに、2007年以降、アングリカン・コミュニオンを構成する管区を脱退した聖職者や北米聖公会出身の聖職者からなる、アングリカン・コミュニオンに属さない分離聖公会である。

聖公会継続派は、保守的キリスト教の神学的立場に立ち、世俗化の進行が著しいアングリカン・コミュニオンに反対しており、また、同性愛者の聖職者按手や同性婚の結婚祝福を認めていない。
聖公会継続派教会は、グローバル・アングリカン・フューチャー・カンファレンス (Global Anglican Future Conference, GAFCON)に連帯し、2008年のエルサレム宣言に同調した。